# William Davidson (Politiker)
William Davidson (* 12. September 1778 in Charleston, South Carolina; † 16. September 1857 in Charlotte, North Carolina) war ein US-amerikanischer Politiker. Zwischen 1818 und 1821 vertrat er den Bundesstaat North Carolina im US-Repräsentantenhaus.

## Werdegang
William Davidson besuchte zunächst Schulen in seiner Heimat und kam dann noch in seiner Jugend mit seinen Eltern in das Mecklenburg County in North Carolina, wo er sich als Pflanzer betätigte. Gleichzeitig begann er als Mitglied der Föderalistischen Partei eine politische Laufbahn. Im Jahr 1813 sowie zwischen 1815 und 1819 gehörte er dem Senat von North Carolina an.
Nach dem Rücktritt des Kongressabgeordneten Daniel Munroe Forney wurde er bei der fälligen Nachwahl für den elften Sitz von North Carolina als dessen Nachfolger in das US-Repräsentantenhaus in Washington, D.C. gewählt, wo er am 2. Dezember 1818 sein neues Mandat antrat. Da er bei den regulären Wahlen des Jahres 1818 bestätigt wurde, konnte er bis zum 3. März 1821 im Kongress verbleiben. Im Jahr 1820 wurde er nicht wiedergewählt. Im Jahr 1825 sowie nochmals von 1827 bis 1830 saß Davidson erneut im Staatssenat. Ansonsten setzte er seine früheren Tätigkeiten in der Landwirtschaft fort. Er starb am 16. September 1857 in Charlotte, wo er seit 1820 wohnhaft war.